# Bruxelles-Ingooigem 1984
La Bruxelles-Ingooigem 1984, trentasettesima edizione della corsa, si svolse il 13 giugno su un percorso con arrivo a Ingooigem. Fu vinta dal belga Willy Teirlinck della squadra Eurosoap-Crack Meubelen-Euro Zeep davanti ai connazionali Luc Meersman e Dirk Baert.

## Ordine d'arrivo (Top 10)
| Pos. | Corridore             | Squadra                           | Tempo |
| ---- | --------------------- | --------------------------------- | ----- |
| 1    | Willy Teirlinck       | Eurosoap-Crack Meubelen-Euro Zeep |       |
| 2    | Luc Meersman          | Splendor-Marc-Mondial Moquette    |       |
| 3    | Dirk Baert            |                                   |       |
| 4    | Jean-Marie Wampers    | Splendor-Marc-Mondial Moquette    |       |
| 5    | Werner Devos          | Safir-Van de Ven                  |       |
| 6    | Patrick Versluys      | Splendor-Marc-Mondial Moquette    |       |
| 7    | Patrick Deneut        | Eurosoap-Crack Meubelen-Euro Zeep |       |
| 8    | Ludwig Wijnants       | Tonissteiner-Lotto-Mavic-Pecotex  |       |
| 9    | Franky Van Oyen       | Europ Decor-Boule d'Or            |       |
| 10   | Etienne Van der Helst | TeVe Blad-Perlav                  |       |